# برنارد لابورت
برنارد لابورت، من مواليد روديه في أفيرون، ولد في 1 يوليو 1964، لاعب ومدرب ثم مدير اتحاد الرجبي الفرنسي. وهو أيضًا رجل أعمال وسياسي.